# Камень (Новосибірська область)
Камень (рос. Камень) — присілок у Болотнинському районі Новосибірської області Російської Федерації.
Входить до складу муніципального утворення Новобібеєвська сільрада. Населення становить 17 осіб (2010).

## Історія
Згідно із законом від 2 червня 2004 року органом місцевого самоврядування є Новобібеєвська сільрада.

## Населення
| 2002 | 2007 | 2010 |
| ---- | ---- | ---- |
| 37   | ↘22  | ↘17  |